# Cushing (Maine)
Cushing és una població dels Estats Units a l'estat de Maine (EUA). Segons el cens del 2000 tenia 1.322 habitants.

## Demografia
Segons el cens del 2000, Cushing tenia 1.322 habitants, 541 habitatges, i 383 famílies. La densitat de població era de 26,3 habitants per km².
Dels 541 habitatges en un 28,3% hi vivien nens de menys de 18 anys, en un 59,5% hi vivien parelles casades, en un 6,7% dones solteres, i en un 29,2% no eren unitats familiars. En el 23,7% dels habitatges hi vivien persones soles el 10,2% de les quals corresponia a persones de 65 anys o més que vivien soles. El nombre mitjà de persones vivint en cada habitatge era de 2,42 i el nombre mitjà de persones que vivien en cada família era de 2,82.
Per edats la població es repartia de la següent manera: un 22,5% tenia menys de 18 anys, un 7,6% entre 18 i 24, un 27,2% entre 25 i 44, un 26,2% de 45 a 60 i un 16,6% 65 anys o més.
L'edat mediana era de 41 anys. Per cada 100 dones de 18 o més anys hi havia 103 homes.
La renda mediana per habitatge era de 40.598 $ i la renda mediana per família de 43.929 $. Els homes tenien una renda mediana de 28.553 $ mentre que les dones 22.455 $. La renda per capita de la població era de 20.264 $. Entorn del 7,6% de les famílies i el 12,8% de la població estaven per davall del llindar de pobresa.